# مصطربة

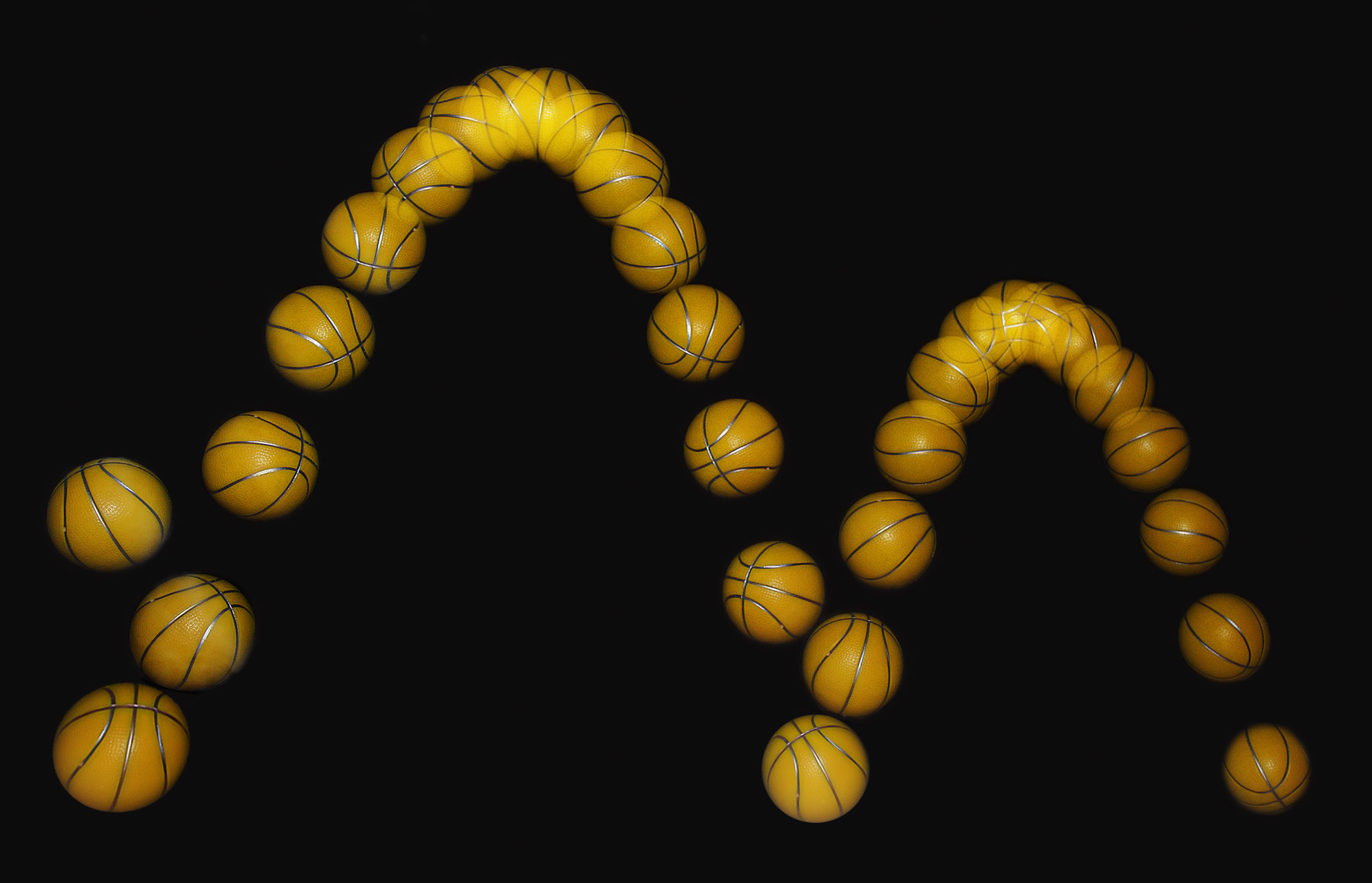
كرة سلة صُوّرت بجهاز الستروبوسكوب بمعدل 25 صورة لكل ثانية.

المصباح الرعاش أو المنبع الوماض أو المصطربة أو الستروبوسكوب، جهاز كهربائي يستعمل لقياس سرعة الدوران والتردد وأيضا الزمن الدوري للأجسام ذات الحركة الدورانية أو الترددية أو التذبذبية أو الاهتزازية مثل النواس البسيط أو نواس ساعة الحائط.

## اختراعه
يعود الفضل في اختراعه إلى دكتورالفيزياء والرياضيات في جامعة خنت بمدينة خنت البلجيكي جوزيف بلاتو الذي ابتدع فكرة الجهاز وقام بتصميمه سنة 1836 م بغرض إظهار الصور في حركة تتابع بطيء والتي عرفت لاحقا بالصور المتحركة قبل أن يتطور الوضع لاحقا ويستدعى الجهاز لأغراض رصد الأجسام المجهرية والتي لا ترى بالعين المجردة.

## فكرة عمله

ستروب ضوئي يومض كل مدة معيّنة، مؤدياً إلى ظهور تجمد أو انعكاس في الحركة الدورانية.

يعتمد في فكرة عمله على مبدأ أينشتاين في نظرية النسبية - رغم أن اختراعه سبق مولدأينشتاين - والتي يتصور فيها أن جسما ما يتحرك بسرعة س بالنسبة لراصد يتحرك بسرعة س هو جسم ساكن، أي أن الراصد سيرى الجسم كما لو أنه ساكن، فيستعمل هذا الجهاز لدراسة ظاهرة دورية ما سريعة جدا والتي يستحيل مشاهدتها بالعين المجردة.
يبعث الجهاز موجات غالبا ما تكون نبضات ضوئية ذات تردد معين يتم ضبطه بحيث يكون مساويا لتردد الجسيم المتحرك وبالتالي تكون الموجية والجسيم متزامنتان.
عندما يتساوى الترددان فإن الجسم سيظهر على قرص الرؤية داخل الجهاز في حالة سكون وبالتالي يمكن حساب سرعته عن طريق التردد المعلوم (تردد المساواة) حسب المعادلة العامة للموجات.
سرعة الموجة = تردد الموجة * طول الموجة
إذا كان تردد الموجة أقل من تردد الجسيم فإنه سيظهر في وضع حركة بطيئة أما إذا زاد تردد الموجة وأصبح أعلى من تردد الجسيم فسيختفي الجسيم عن الرؤية لذا يتم ضبط تردد الموجة بحيث يكون مساويا أو أقل من تردد الجسيم.